# Ectinorus setosicornis
Ectinorus setosicornis är en loppart som först beskrevs av Jordan 1942.  Ectinorus setosicornis ingår i släktet Ectinorus och familjen Rhopalopsyllidae. Inga underarter finns listade i Catalogue of Life.